# Turdaș (Hunedoara)
Turdaș [ˈturdaʃ] (deutsch Tordesch, ungarisch Tordos oder Tordas) ist eine Gemeinde im Kreis Hunedoara in der Region Siebenbürgen in Rumänien.

## Geographische Lage

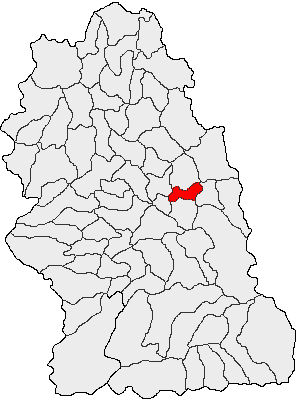
Lage der Gemeinde Turdaș im Kreis Hunedoara

Die Gemeinde Turdaș befindet sich am linken Ufer des Mureș (Mieresch), im Südwesten des Siebenbürgischen Beckens nördlich vom Șureanu-Gebirge (Mühlbacher Gebirge). In der Mitte des Kreises, liegt die Gemeinde im historischen Unterwald. Am gleichnamigen Bach, der Kreisstraße (Drum județean) DJ 709G – ca. 1,5 km von der Europastraße 68 entfernt – und der Bahnstrecke Arad–Alba Iulia gelegen, befindet sich der Ort ca. 7 Kilometer westlich der Kleinstadt Orăștie (Broos); die Kreishauptstadt Deva (Diemrich) liegt etwa 20 Kilometer westlich von Turdaș entfernt.
Auf einer Fläche (nach unterschiedlichen Angaben) von 2013 Hektar oder 3278 Hektar, befinden sich die drei eingemeindeten Dörfer 4–9 Kilometer vom Gemeindezentrum entfernt.

## Geschichte
Der Ort Turdaș wurde erstmals 1332 urkundlich erwähnt. Der von Siebenbürger Sachsen gegründete Ort wurde Anfang des 15. Jahrhunderts von den Türkeneinfällen verwüstet, anschließend mit ungarischer und rumänischer Bevölkerung besiedelt.
Die Geschichte der Besiedlung der Region reicht jedoch weit mehr zurück. Im Südwesten des Ortes Turdaș – von den Einheimischen La Luncă genannt – wurden auf einer Länge von etwa anderthalb Kilometer und 500 Meter Breite, zwischen dem Mureș und der Eisenbahnlinie, zahlreiche archäologische Funde der Jungsteinzeit gemacht. Die Funde befinden sich heute in rumänischen, sowie auch in Museen von Budapest, Berlin, Wien und Stockholm. Der größte Teil der am Mieresch gefundenen Siedlung wurde im 20. Jahrhundert durch Erosion zerstört. Die Ausgrabungen im Jahr 1910 sowie 1934 konnten keine schlüssigen Ergebnisse der Stratigraphie des Ortes geben.
Die Bewohner leben heute vorwiegend von der Landwirtschaft und der Viehzucht.

## Bevölkerung
Bei der offiziellen Erhebung von 1850 wurden auf dem Gebiet der heutigen Gemeinde 1858 Einwohner registriert. 1671 davon waren Rumänen, 160 waren Magyaren und 27 davon waren Roma. Die höchste Einwohnerzahl (2280) der heutigen Gemeinde und gleichzeitig die der Rumänen (2155) wurde 1977 ermittelt. Die höchste Bevölkerungszahl der Roma (384) wurde 2002, die der Magyaren (160) 1850, und die der Siebenbürger Sachsen (18) 1890 registriert. Des Weiteren bezeichneten sich 1956 drei Einwohner als Ukrainer, 1910 wurde ein Slowake registriert. Bei der Volkszählung 2002 wurden in Turdaș 1955 Menschen gezählt. Davon waren 1534 Rumänen, 384 waren Roma, 34 waren Ungarn und drei Einwohner bezeichneten sich als Deutsche.
Am 31. Oktober 2011, wurden bei einer vorläufigen Volkszählung in der Gemeinde Turdaș, in 712 Haushalten 1824 Menschen gezählt.

## Sehenswürdigkeiten
- Die reformierte Kirche in Turdaș, im 15. Jahrhundert errichtet, im 18. Jahrhundert erneuert, steht unter Denkmalschutz.[9]
- Das eingemeindete Dorf Pricaz (Perkaß), mit seinen Bauten aus dem 19. Anfang des 20. Jahrhunderts, steht unter Denkmalschutz.[9]